# Parod
Parod, paroda ali parodos (starogrško ἡ πάροδος, dob. 'vhod') je v starogrškem gledališču označeval bočni vhod v orkestro ali skeno, pa tudi prvo pesem, ki jo je zbor pel, ko je prihajal na oder.

## Stranski vhod v orkestro
Parod je stranski vhod v orkestro (za igralce) oziroma prehod med gledalci in skeno, ki vodi v orkestro (za zbor).  Parod je bil na vsaki strani orkestre, med orkestro in teatronom (gledališče). Parod moramo razlikovati od vhoda, ki je na prizorišče vodil iz skene (gledališke zgradbe). V helenističnem obdobju je bil parod okrašen z bogato rezbarjenimi lesenimi vrati. Včasih se za parod uporablja tudi izraz eisod.

## Uvodna pesem grškega zbora
V grški tragediji se je zborovska pesem delila na parod (uvodna pesem) in stasimon (stoječe pesmi). Parod je uvodna pesem zbora, ki se poje pri prihodu v orkestro. Aristotel v Poetiki pravi: "Od zborovskih delov paroda je prvi nagovor celega zbora." V Ajshilovih tragedijah in v Sofoklejevem Ajantu zborovodja s frulo recitira anapeste, medtem ko zbor vstopa, a ko zbor pride do orkestre, vsi horeuti (člani zbora) pojejo melski del, ki ima značilnosti stasimona (stoječa pesem). V kasnejših tragedijah ni anapestičnega dela zborovodje, ampak zbor prihaja ob spremljavi frule. Ko pride na svoje mesto, poje parod.  V nekaterih kasnejših dramah dobi parod dramsko naravo, namesto da predstavlja samo ponavljanje prologa v lirski obliki, in ob sodelovanju igralcev uvede nove elemente v dramo, pogojuje in začenja delo. 
V komediji je parod, prihod zbora, scena, v kateri zbor prihaja na prizorišče in se predstavi gledalcem. Na tem mestu zbor z vso močjo nasprotuje glavnemu junaku ali junakovim nasprotnikom. Parod se konča s kratko sceno, ki omogoča prehod na naslednji del – agon.  Parod ima v komediji lirski in dramski učinek, ker dramsko delo napreduje v parodu. V Aristofanovih Žabah na primer Dioniz s svojim slugo Ksantom in ob parodu potuje v Had in prečka reko Stiks. 